# Sāţī-ye Soflá
Sāţī-ye Soflá (persiska: ساطی سفلى) är en ort i Iran.   Den ligger i provinsen Ardabil, i den nordvästra delen av landet, 500 km nordväst om huvudstaden Teheran. Sāţī-ye Soflá ligger 1 213 meter över havet och antalet invånare är 188.
Terrängen runt Sāţī-ye Soflá är huvudsakligen kuperad, men åt sydväst är den bergig.Runt Sāţī-ye Soflá är det ganska tätbefolkat, med 56 invånare per kvadratkilometer. Närmaste större samhälle är Sārī Sūlī, 10,1 km norr om Sāţī-ye Soflá. Trakten runt Sāţī-ye Soflá består till största delen av jordbruksmark.